# جون ماغواير
جون ماغواير (بالإنجليزية: John McGuire)‏ (29 مارس 1902 في المملكة المتحدة - ) هو لاعب كرة قدم بريطاني في مركز الهجوم. لعب مع تشارلتون أثلتيك وWigan Borough F.C. ‏ ونادي نيلسون وCockfield F.C. ‏ وDarlington Railway Athletic F.C. ‏ ودارلينجتون إف سى.